# 代田勝久
代田 勝久（しろた かつひさ、1935年1月17日 - ）は、日本の俳優。東京都出身 。本名は代田 和久 。郁文館高等学校卒業 。劇団行動、東京小劇場、表現劇場、プロダクション・タンクに所属していた 。

## 出演作品

### テレビドラマ
- 大河ドラマ
  - 勝海舟（1974年）
  - 秀吉（1996年）
- 連続テレビ小説
  - 君の名は（1992年）
  - こころ（2003年）
- 火曜サスペンス劇場 九門法律相談所3（1995年）
- ギフト 第6話（1997年）
- パーフェクトラブ!（1999年）
- TEAM（1999年）
- 天気予報の恋人（2000年）
- 真夏のメリークリスマス（2000年）
- やまとなでしこ（2000年） - 馬主
- ハンドク!!!（2001年）
- ウルトラマンコスモス（2001年） - 村人
- さわやか3組（2002年）
- 二重生活 ダブルライフ（2004年）
- 月曜ミステリー劇場 浅見光彦シリーズ（沢村一樹版）20（2005年）
- 御宿かわせみ 第三章（2005年）
- 医龍-Team Medical Dragon-（2006年）

### 映画
- Shall we ダンス?（1996年） - 坂本忠
- 宮澤賢治 その愛（1996年）